# Мокрянка (річка)
Мокря́нка — річка в Українських Карпатах, у межах Тячівського району Закарпатської області. Права притока Тересви (басейн Тиси).

## Опис
Довжина 32 км, площа басейну 231 км². Долина річки у верхній течії ущелиноподібна, нижче — V-подібна, завширшки від 30 до 300 м. Ширина заплави переважно 30—80 м, біля села Руська Мокра — 200 м, місцями заболочена. Річище звивисте, ширина — 10—20 м, на окремих ділянках до 36 м. Річка порожиста, нижче села Німецька Мокра — 2 водоспади; є острови. Похил річки 20 м/км. Живлення мішане, з переважанням дощового.

## Розташування
Мокрянки бере початок на південно-західних схилах гори Попаді, що в Ґорґанах. Верхів'я розташовані на території Брадульського заказника. Тече з півночі на південь, у пониззі на південний схід. У селищі Усть-Чорна зливається з річкою Брустурянкою, даючи початок Тересві.

## Основні притоки
Праві:
- Сигланський, невеликий потік. Бере початок на південно-східних схилах гірської вершини Сигланський. Тече переважно на північний схід і у селі Німецька Мокра впадає у річку Мокрянку[2][3]
- Климовець,
- Занева;

Ліві:
- Яновець.

## Населені пункти
Над річкою розташовані села: Німецька Мокра, Руська Мокра, а також частина смт Усть-Чорна.